# Jungfru Marias bebådelses katedral, Toronto
Jungfru Marias bebådelses katedral (engelska: Saint Demetrios Greek Orthodox Church) är en grekisk-ortodox kyrkobyggnad belägen vid 136 Sorauren Avenue, i staden Toronto i provinen Ontario, i Kanada.
Katedralen är helgad åt Bebådelsen, då ärkeängeln Gabriel överlämnade budskapet till Jungfru Maria att hon skulle föda Jesus Kristus. Den tillhör Grekisk-ortodoxa ärkestiftet i Kanada i Konstantinopels ekumeniska patriarkat.

## Historik

### Ursprungliga katedralen
Jungfru Marias bebådelses katedral i Toronto öppnades år 1961.

### Nuvarande katedralen
2000 brann kyrkan ner. Efter det har den uppförts igen och genomgått renoveringar.

## Interiör ochinventarier
- Katedralen rymmer över 850 personer.

- Ikonostasen är gjord av trä i barockstil, som snidades för hand av Stylianos Kavroulakis från Kreta, Grekland.

## Bilder

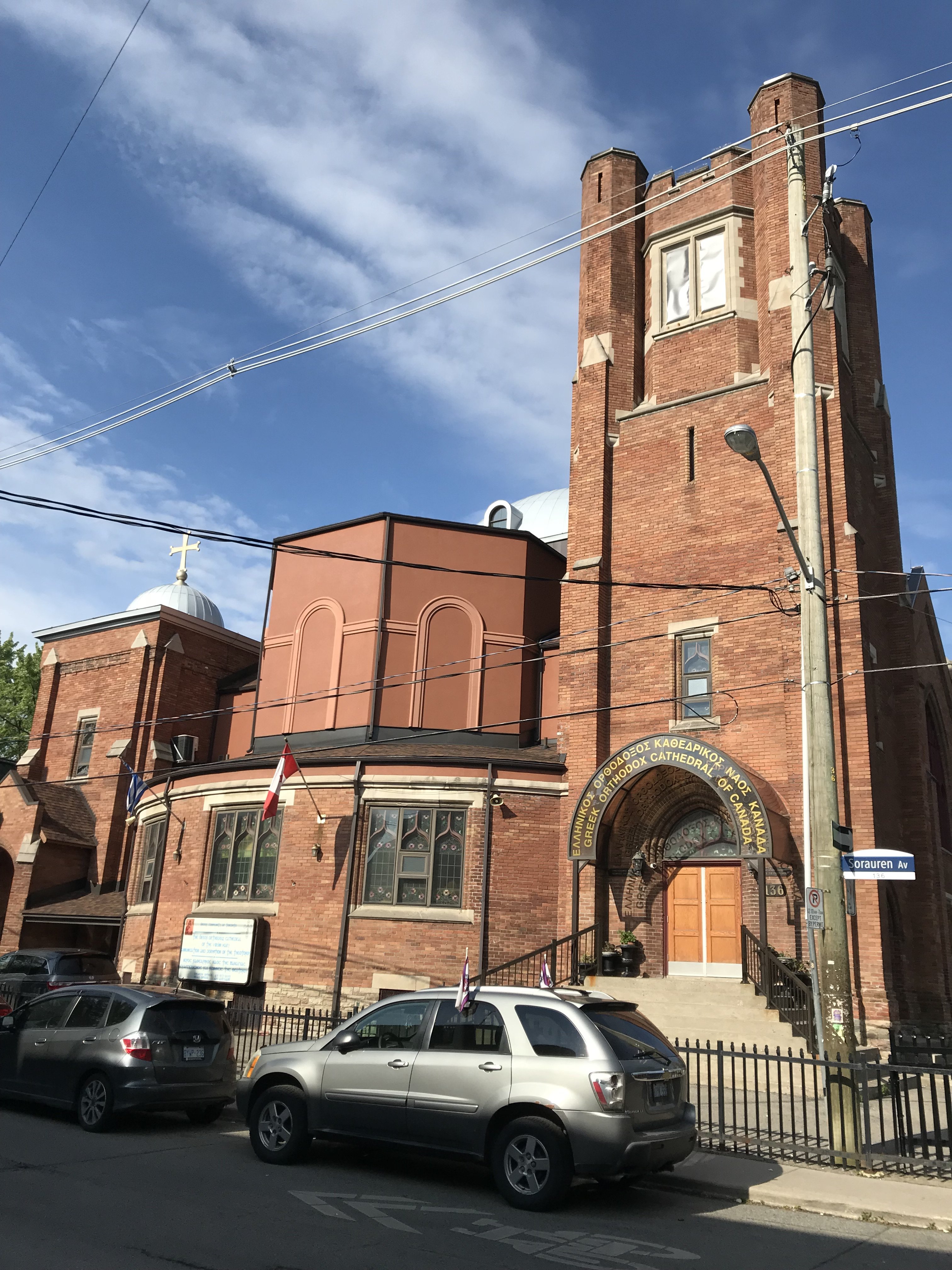
Framsidan.
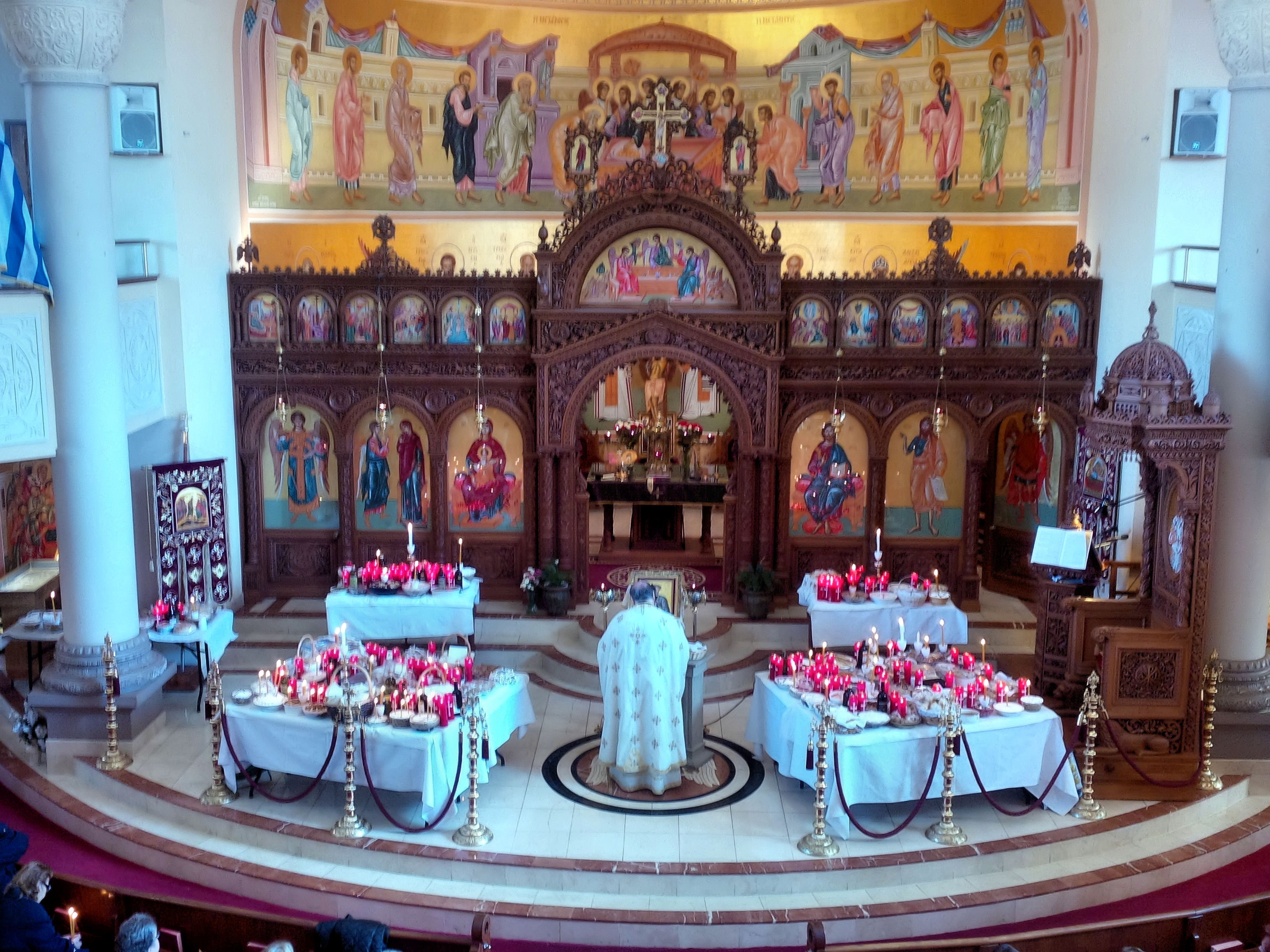
Katedralens interiör mot ikonostasen.
- Liturgi i katedralen.